# Nervo piccolo petroso
Nell'anatomia umana il  nervo piccolo petroso  è un nervo presente nel cranio. Si tratta della continuazione del nervo timpanico, collaterale del nervo glossofaringeo (n.c.IX).
Il nervo petroso minore (noto anche come piccolo nervo petroso superficiale) è il componente efferente viscerale generale (GVE) del nervo glossofaringeo (CN IX), che trasporta le fibre pre-ganglioniche parasimpatiche dal plesso timpanico alla ghiandola parotide. Raggiunge il ganglio otico, da dove emergono le fibre post-ganglioniche.

## Struttura
Dopo l'insorgenza nel plesso timpanico, il nervo petroso minore passa in avanti e poi attraverso lo iato per il nervo petroso minore sulla superficie anteriore dell'osso temporale nella fossa cranica media. Attraversa il pavimento della fossa cranica media, quindi esce dal cranio attraverso canalicolo innominato  per raggiungere la fossa infratemporale. Le fibre raggiungono il ganglio otico e le fibre post-gangliari viaggiando brevemente con il nervo auricolo-temporale (un ramo di V3) prima di entrare nel corpo della ghiandola parotide.
Il nervo petroso minore distribuisce le sue fibre parasimpatiche post-gangliari (GVE) alla ghiandola parotide attraverso il plesso parotideo,costituito dai rami dal nervo facciale nella ghiandola parotide.
Il nucleo del nervo petroso minore è il nucleo salivare inferiore.